# Konståret 1916

## Händelser

### Februari
- 5 februari - en 20-årig Tristan Tzara tillkännager födelsen av en ny konstriktning kallad dadaism vid en soaré på Hugo Balls Cabaret Voltaire i Zürich.

### Maj
- 20 maj - Boy with Baby Carriage blir Norman Rockwells första omslag för The Saturday Evening Post.

### Okänt datum
- Liljevalchs konsthall på Djurgården i Stockholm invigs.
- Röhsska konstslöjdmuseet invigs i Göteborg.

## Verk

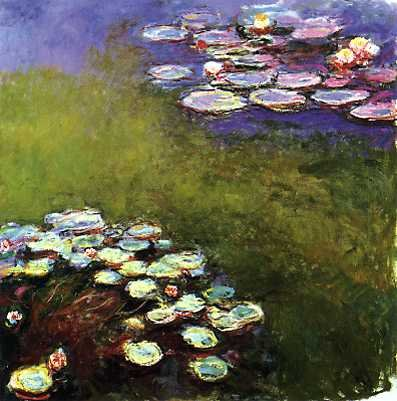
Claude Monet målar Nympheas år 1916. Tavlan finns att bese på Musée Marmottan Monet.

- Sir Matthew Smith - Fitzroy Street Nude No. 1
- Tom Thomson - The Jack Pine (National Gallery of Canada)

## Utställningar
- September – C. R. W. Nevinson håller sin första stora enmansutställning i London.
- Novembergruppen genomför sin första utställning

## Födda
- 26 april - Eyvind Earle (död 2000), illustratör och disneykonstnär.
- 6 juli - Unica Zürn (död 1970), tysk surrealistisk författare, poet och konstnär.
- 30 juni - Einar Emland (död 1994), svensk målare.
- 11 juli - Gunvor Svensson Lundkvist (död 2009), svensk konstnär, skulptör
- 24 juli - Inga Bagge (död 1988), svensk konstnär och skulptör.
- 25 juli - Fred Lasswell (död 2001), amerikansk serieskapare.
- 17 augusti - Stig Lindberg (död 1982), svensk illustratör och formgivare.
- 21 augusti - Ingrid Vang Nyman (död 1959), dansk illustratör.
- 29 september - Carl Giles (död 1995), engelsk serieskapare.
- 4 oktober – Britt Lundgren (död 2005), svensk målare och tecknare
- 9 oktober - C.O. Hultén (död 2015), svensk självlärd målare, tecknare och grafiker.
- 13 oktober - Bengt Orup (död 1996), svensk konstnär och glasformgivare.
- 3 november - Harry Lampert (död 2004), amerikansk serieskapare.
- 8 november - Peter Weiss (död 1982), tysk-svensk konstnär, författare mm.
- 10 november - Louis le Brocquy, irländsk målare.
- 15 november - Lennart Rodhe (död 2005), svensk konstnär och professor.
- okänt datum - Gösta Thames (död 2006), svensk ingenjör och industridesigner.
- okänt datum - Jean-Yves Couliou (död 1995), fransk målare.
- okänt datum - Gerald Dillon (död 1971), irländsk målare.
- okänt datum - Irv Novick (död 2004), amerikansk serieskapare.

## Avlidna
- 13 februari - Vilhelm Hammershøi (född 1864), dansk konstnär.
- 4 mars - Franz Marc (född 1880), tysk konstnär.
- 24 maj - Axel Borg (född 1847), svensk konstnär.
- 25 juni - Thomas Eakins (född 1844), amerikansk målare inom realismen.
- 27 juni - Adolf Lindberg (född 1839), svensk gravör.
- 29 juni - Georges Lacombe (född 1868), fransk skulptör och målare.
- 6 juli - Odilon Redon (född 1840, målare och grafisk konstnär.
- 29 juli - Eleanor Vere Boyle (född 1825, engelsk akvarellmålare.
- 16 augusti - Umberto Boccioni (född 1882), italiensk målare och skulptör
- 28 augusti - Henri Harpignies (född 1816), fransk målare
- 25 oktober - William Merritt Chase (född 1849), amerikansk målare.
- 13 december - Antonin Mercié (född 1845), fransk skulptör och målare.
- okänt datum - Wu Shixian, kinesisk målare.